# Hippolyte Camille Delpy
Hippolyte Camille Delpy (Joigny, 1842 – Parigi, 4 agosto 1910) è stato un pittore francese.
Delpy fu essenzialmente un paesaggista. Era un lontano cugino del pittore Lucien-Victor Delpy.

## Biografia
Camille Delpy proveniva da una famiglia moderatamente ricca di Joigny, in Borgogna. A partire dal 1855 fu saltuariamente allievo di Charles-François Daubigny, ma tre anni dopo la sua frequenza nell'atelier di quest'ultimo divenne regolare. Durante le estati Delpy (che era quasi coetaneo e amico del figlio di Daubigny, Karl, anche lui pittore), era ospite della famiglia Daubigny e viaggiava con essa facendo delle brevi crociere a bordo della loro barca-atelier Le Botin. Grazie a Daubigny, Delpy fece la conoscenza di Jean-Baptiste Camille Corot, il quale incoraggiò e spesso consigliò il giovane pittore.
Nel 1869 Delpy inviò i suoi primi lavori al "Salon des beaux-arts de Paris" e nel dicembre dello stesso anno cominciò a dipingere delle scene di paesaggi innevati,  come fecero Camille Pissarro e Claude Monet nel corso di quell'inverno particolarmente rigido e nevoso.
Contemporaneo degli impressionisti, Hippolyte Camille Delpy fuse le tecniche apprese da Daubigny con i colori più vivi e un uso più diversificato della pittura, in particolare grazie ad un tocco più vigoroso e a una maggiore intensità delle tinte, caratteristici della generazione dei pittori della Scuola di Barbizon.
All'inizio degli anni 1870 Delpy lavorò spesso a Ville-d'Avray, luogo privilegiato da Corot, e a Auvers-sur-Oise, dove Daubigny visse e dove sposò Louise-Berthe Cyboulle, figlia d’un pittore di fiori e d'insetti. Louise morirà nel 1885. 

Sempre negli anni 1870 strinse amicizia con Pissarro e Cézanne, che condividevano la sua ammirazione per Daubigny.
Nel 1873 e nel 1874 presentò alcuni suoi lavori ai "Salon", che furono molto ben accolti dal pubblico. Nel 1875 espose per la prima volta un paesaggio innevato e ricevette i complimenti dal critico Jules-Antoine Castagnary per la sua originalità.

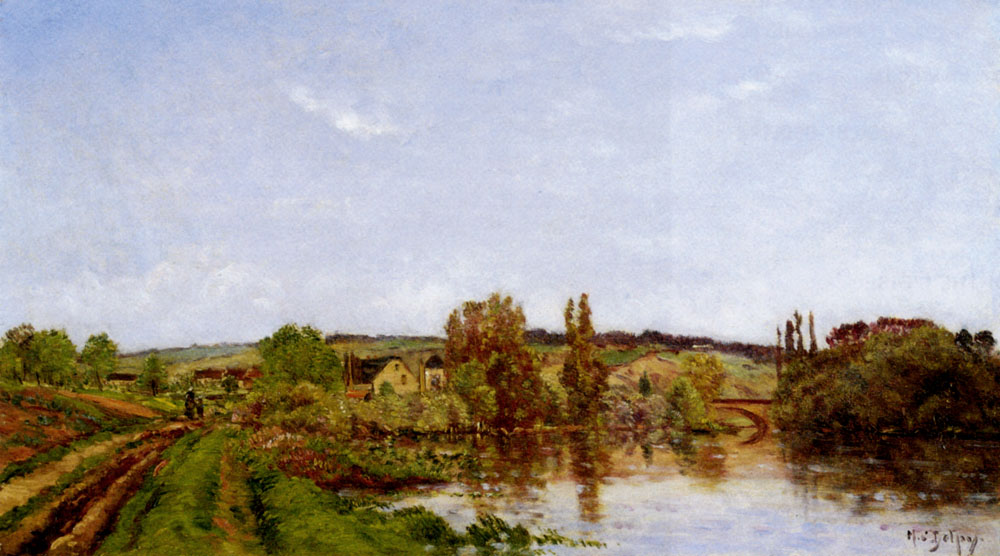
Sentiero lungo il fiume

L'anno seguente Delpy organizzò una vendita dei suoi quadri presso una casa di aste pubbliche. Questa iniziativa era del tutto inconsueta, ma, sapientemente annunciata su molti giornali, ebbe un successo notevole, con una vendita di 45 opere. Quella stessa estate Delpy traslocò con tutta la famiglia a Bois-le-Roi, in prossimità della Foresta di Fontainebleau.
Al Salon del 1880, Delpy presentò una scena della raccolta di patate, suo primo paesaggio con figure umane di grandi dimensioni. Durante gli anni 1880, inoltre, Delpy lavorò alternativamente sulla costa normanna, nella foresta di Fontainebleau e a Parigi. E nel 1884 ricevette la sua prima medaglia del Salon.
1886. Delpy fece un viaggio negli Stati Uniti d'America a Washington con un gruppo di artisti che aveva dipinto una panoramica della "Prima battaglia di Bull Run" (Guerra di Secessione americana) e lo stesso anno divenne membro della "Société des artistes français". All'Expo di Parigi del 1899, Delpy ricevette una menzione d'onore. La Galleria Georges Petit, un'istituzione di primo piano nella pittura francese contemporanea, cominciò a gestire la sua produzione e in seguito organizzò diverse sue mostre personali. Al tempo stesso Petit garantì la promozione delle opere di Pissarro, di Alfred Sisley e in seguito anche di Monet.
Nel 1890 Delpy si risposò con Marie-Cécile Lenormand, ma dopo otto anni anche costei lo lasciò vedovo. Il 16 novembre 1899, dopo quasi due anni dalla morte di Marie-Cécile, egli tornò a sposarsi a 58 anni. La sua terza moglie fu Joséphine Péguy.
Nel 1908, una mostra personale di Delpy fu organizzata presso le prestigiose Grafton Galleries a Londra.

Hippolyte Camille Delpy morì a Parigi nell'estate del 1910 all'età di 68 anni.

## Alcune opere
- La grande rue à Auvers-sur-Oise, Museo di belle arti di Béziers
- La cour de la mère Labaume à Bois-le-Roi, Museo di belle arti di Béziers
- Coquelicots à Auvers
- Nature à Auvers
- Les platanes à Auvers
- L’Île des Vaux
- Printemps à Auvers
- Le Verger
- Forêt de Fontainebleau, Museo di Louviers
- Neige à Montmartre, Museo Carnavalet
- Lavandières au bord du fleuve[4]

## Galleria d'immagini

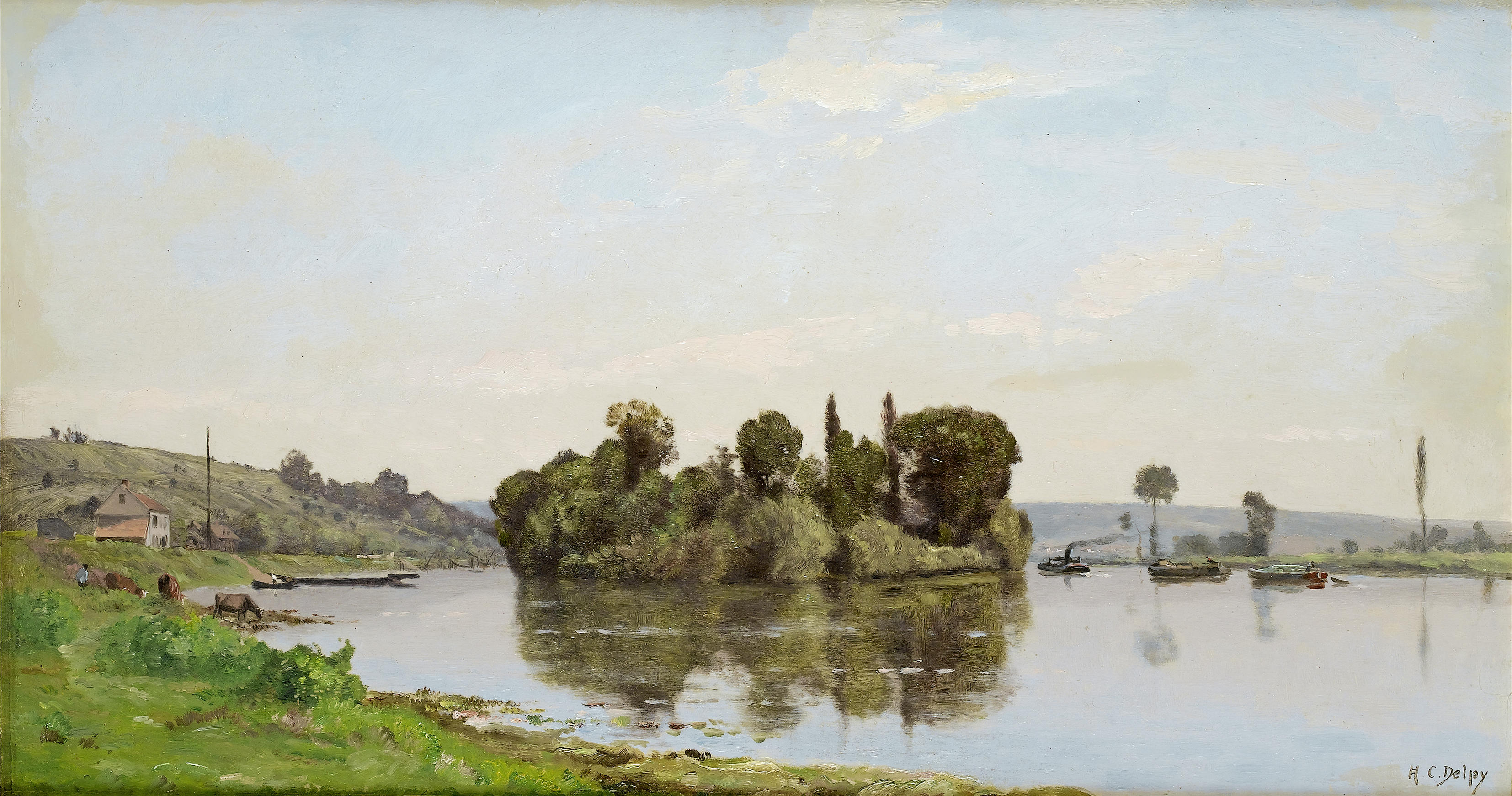
Paesaggio fluviale
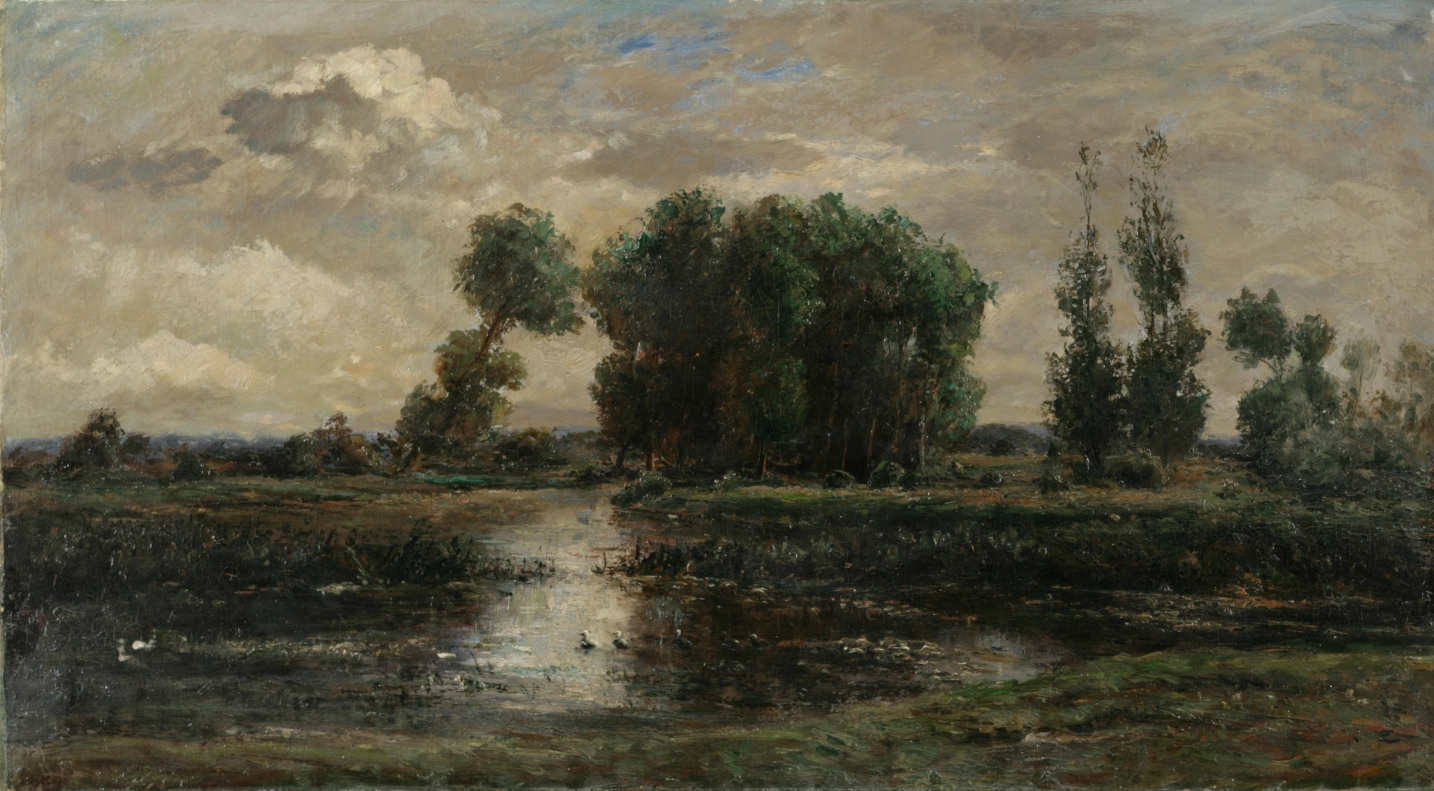
La palude
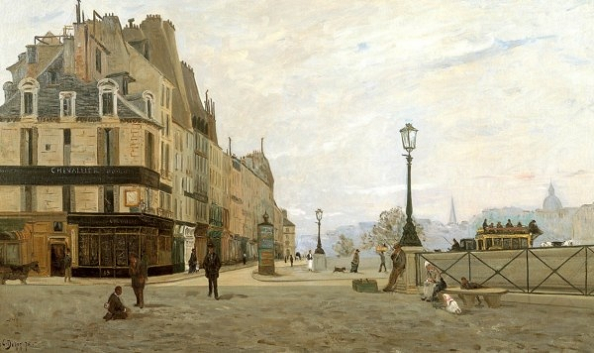
Il Pont-Neuf e il "Quai des Orfèvres"

## Collegamenti esterni

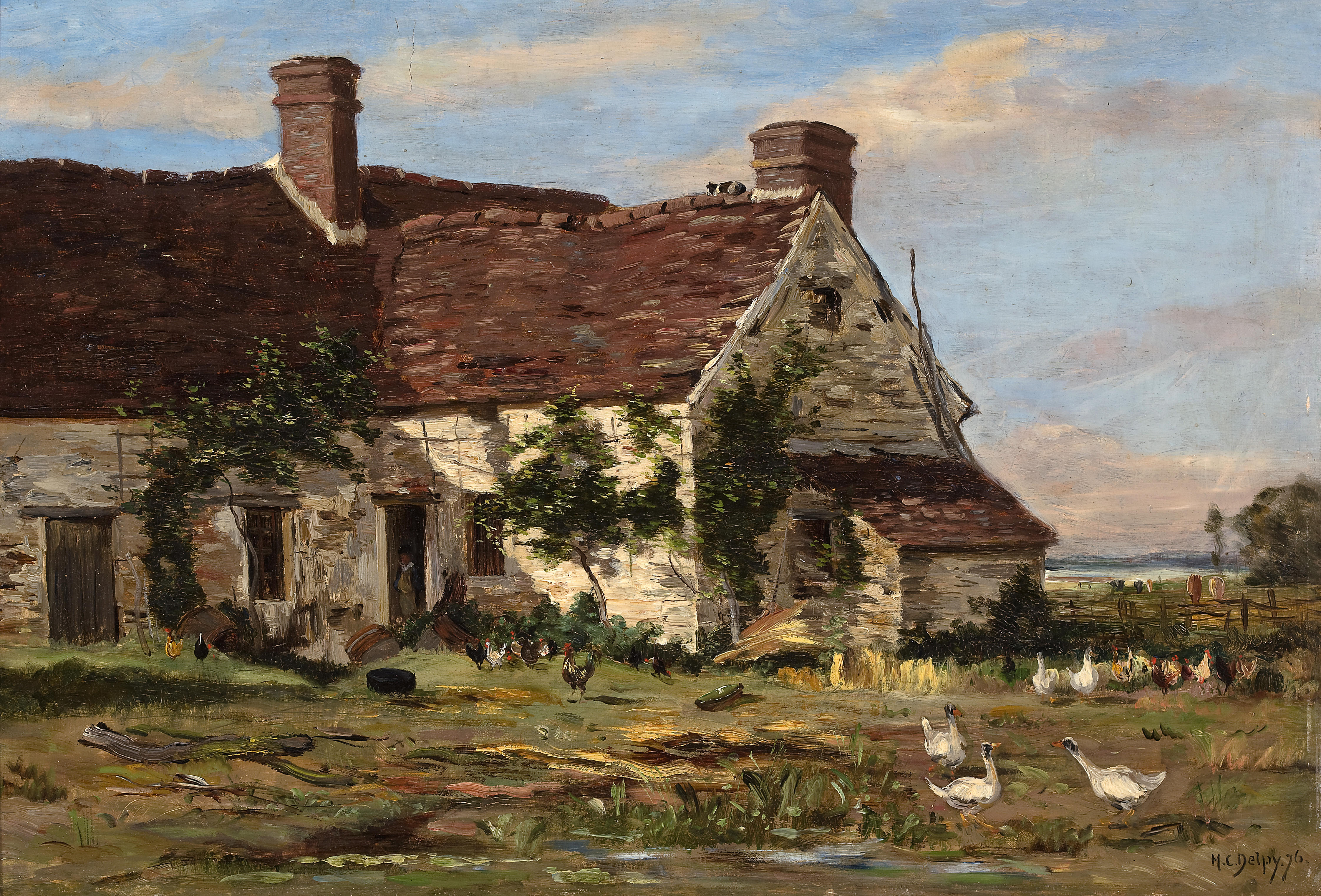
Fattoria presso Bois le Roi